# Keystone (Iowa)
Keystone és una població dels Estats Units a l'estat d'Iowa. Segons el cens del 2000 tenia 687 habitants.

## Demografia
Segons el cens del 2000, Keystone tenia 687 habitants, 273 habitatges, i 174 famílies. La densitat de població era de 716,9 habitants/km².
Dels 273 habitatges en un 30,4% hi vivien nens de menys de 18 anys, en un 55,3% hi vivien parelles casades, en un 6,2% dones solteres, i en un 35,9% no eren unitats familiars. En el 32,6% dels habitatges hi vivien persones soles el 22,7% de les quals corresponia a persones de 65 anys o més que vivien soles. El nombre mitjà de persones vivint en cada habitatge era de 2,37 i el nombre mitjà de persones que vivien en cada família era de 3,05.
Per edats la població es repartia de la següent manera: un 24,7% tenia menys de 18 anys, un 8,2% entre 18 i 24, un 23,6% entre 25 i 44, un 15,4% de 45 a 60 i un 28,1% 65 anys o més.
L'edat mediana era de 40 anys. Per cada 100 dones de 18 o més anys hi havia 82 homes.
La renda mediana per habitatge era de 36.458 $ i la renda mediana per família de 48.750 $. Els homes tenien una renda mediana de 33.333 $ mentre que les dones 19.375 $. La renda per capita de la població era de 18.215 $. Entorn de l'1,7% de les famílies i el 2,7% de la població estaven per davall del llindar de pobresa.

## Poblacions més properes
El següent diagrama mostra les poblacions més properes.